# Stopplaats Nieuw Scheemda-'t Waar

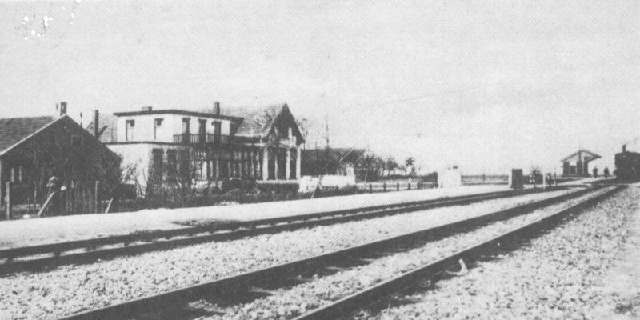
Stopplaats Nieuw Scheemda-'t Waar

Stopplaats Nieuw Scheemda-'t Waar (telegrafische code: nsd) is een voormalige stopplaats aan de spoorlijn Zuidbroek - Delfzijl, destijds aangelegd en geëxploiteerd door de Noordoosterlocaalspoorweg-Maatschappij (NOLS). De stopplaats werd geopend op 5 januari 1910 en gesloten op 1 december 1934.
De stopplaats lag ten noorden van Nieuw-Scheemda en ten zuiden van 't Waar, beide gelegen in de gemeente Scheemda (nu Oldambt). Aan de spoorlijn werd de stopplaats voorafgegaan door station Noordbroek en gevolgd door station Nieuwolda. Er waren een abri en een koffiehuis aanwezig. Tevens was er een laad- en losplaats voor landbouwgoederen. Het voormalige stationskoffiehuis (Rechtewalsterweg 132) staat er nog; het is nu een bed & breakfast.